# Final Fantasy VIII
Final Fantasy VIII (ファイナルファンタジーVIII, Fainaru Fantajī Eito) es un videojuego de tipo RPG desarrollado por Squaresoft en 1999 para el sistema PlayStation, aunque posteriormente salió una versión para PC. Es la octava entrega de la serie de videojuegos Final Fantasy y el primero en contar con un tema musical cantado para el juego. El juego costó en total para su realización unos tres mil millones de Yenes en Japón. 
A solo trece semanas de haber sido lanzado al mercado, Final Fantasy VIII acumulaba más de 50 millones de Dólares en ventas en los Estados Unidos. Esta octava entrega de la serie a diferencia de la anterior, usa personajes enteramente realistas dejando parcialmente de lado los elementos fantásticos de la serie y es también uno de los pocos títulos que se aleja del esquema de jugabilidad de la serie ya que los personajes aumentan su poder a través de la acumulación de magias. 
Además, no dispone del atributo de puntos de magia ya que tiene un nuevo sistema de lanzamiento de hechizos, mediante extracción a los enemigos. A diferencia de otras entregas de la serie, Final Fantasy VIII no depende del aumento de nivel para hacer más fuertes a los personajes, sino que en vez de eso, conforme vayamos obteniendo magias más poderosas y las vayamos equipando a nuestros personajes, estos aumentarán sus parámetros. Así mismo, las invocaciones en esta ocasión también podrán ganar experiencia y subir de nivel.
Una versión remasterizada fue lanzada el 3 de septiembre de 2019 para PlayStation 4, Xbox One, Nintendo Switch y Microsoft Windows.

## Argumento
En el mundo de Final Fantasy VIII existen ciertas academias, llamadas jardines, especializadas en la formación de determinado tipo de soldados, llamados SeeD, en el continente de Balamb se encuentra el más antiguo e importante de los jardines, en él se encuentra el aspirante a SeeD, y protagonista de la historia, Squall Leonheart. Los SeeD son mercenarios que realizan misiones por encargo en todo el mundo. Cada jardín entrena a sus SeeD basados en diferentes tipos de técnicas, en el Jardín de Balamb se utiliza el poder ciertas criaturas llamadas GF (Guardianes de la Fuerza), los cuales pueden ser llamados en combate y enlazarse a los guerreros para aumentar sus poderes y habilidades.

### Resumen de la trama
La historia comienza cuando Squall Leonhart y Seifer Almasy están teniendo un duelo de práctica con sus sables-pistola en uno de los terrenos rocosos cercanos al Jardín de Balamb. Durante el duelo, Seifer lanza un hechizo a Squall y estando este en el suelo, le provoca un profundo corte en el rostro, lo que provoca que Squall enojado por el deshonroso y cobarde acto, ataque del mismo modo a Seifer aprovechando que había bajado la guardia y como resultado, el duelo acaba en empate.
Tras recuperarse del duelo, la primera misión para Squall, es asignada por su profesora Quistis Trepe, con quien debe ir a la Caverna de Fuego, y tratar de conseguir al GF Ifrit en un tiempo determinado. Luego de esto Squall está listo para su examen de graduación, con miras a convertirse en SeeD, el equipo de Squall es escogido por la instructora Quistis Trepe.
Luego de presentarse Squall con su nuevo equipo, compuesto por Zell Dincht y Seifer Almasy (este último como capitán del grupo), se dirigen a una misión de cuyo éxito depende alcanzar el rango de SeeD para el equipo. Dollet, una ciudad en el continente Oeste ha sido invadida por Galbadia la potencia de este continente, la misión consiste en desembarcar en Dollet, controlar la ciudad, y eliminar el remanente de soldados de Galbadia. La misión del grupo es cuidar la Plaza Central y esperar allí, pero Seifer haciendo gala de su impulsividad fuerza al equipo a subir a la torre de comunicaciones. Luego de luchar con enemigos poderosos, se ordena la retirada. Al volver a Balamb, se anuncia que del grupo Squall y Zell han logrado aprobar el examen, pero Seifer debido a que desobedeció la orden de esperar en la Plaza central no aprueba el examen.
En el baile de graduación, Squall conoce a Rinoa Heartilly, y a una joven misteriosa llamada Eleone.
A la mañana siguiente le es asignada una misión en la cual debe apoyar a un grupo rebelde: Los Búhos del Bosque, en su lucha por la independencia de Timber. Timber es un pequeño país, que ha estado sometido por Galbadia durante algún tiempo. La misión consiste en ayudar a Los Búhos del Bosque a secuestrar al tirano presidente de Galbadia. Durante el viaje a Timber, Squall y sus dos compañeros, Zell y la recién transferida del Jardín de Trabia, Selphie, se desmayan y tienen un extraño sueño en el que son un grupo de soldados de Galbadia, llamados Laguna, Kiros y Ward. Al despertar, descubren que los tres tuvieron el mismo sueño, pero deciden no darle más vueltas.
Al llegar, se descubre que uno de los miembros del grupo rebelde es la propia Rinoa la cual asistió al baile de graduación para convencer a los SeeD para asistir en su organización rebelde.
Tras un fallido intento de secuestrar al presidente de Galbadia, este se dirige al estudio de televisión de Timber para anunciar a una nueva embajadora de la paz de su país. Entonces Seifer irrumpe en el estudio de televisión e intenta capturar al presidente por su cuenta, pero es hechizado por la embajadora, quien resulta ser una bruja llamada Edea. Edea desaparece junto con Seifer.
Tras huir de Timber, Squall y su equipo deciden refugiarse en el Jardín de Galbadia, pero durante la travesía vuelven a desmayarse y a tener otro sueño en donde son los mismos tres soldados de Galbadia.
Ya en el Jardín de Galbadia, el director, les asigna una misión conjunta entre el Jardín de Balamb y Galbadia para asesinar a la bruja, además se presenta al francotirador que asesinará a la bruja, Irvine Kinneas, quien desde este punto hará parte de los personajes principales. La misión resulta ser un engaño, pero el grupo, sin saberlo, viaja a Galbadia y coopera con el general Heartilly, el padre de Rinoa.
Después de organizar un plan para acabar con Edea, tanto el general como los miembros del grupo excluyen a Rinoa, alegando que es débil por el fracaso en la misión anterior que provocó serias desconfianzas entre los SeeD y el grupo revolucionario. Ella decide actuar por su cuenta e intenta engañar a la bruja para que se ponga el Brazalete de Odín que se usó para derrotar a la bruja Adel en el pasado. Pero Edea la descubre y la deja sumida en un estado hipnótico.
Tras esto, la bruja es presentada por el presidente en un gran desfile, pero ella muestra su sed de venganza y asesina al presidente en frente de todos, luego de lo cual, se proclama gobernadora de Galbadia. A pesar de esto, el desfile continúa. La bruja invoca unas gárgolas para atacar a Rinoa, por lo que Squall e Irvine van a salvarla. Irvine, luego de ser convencido por Squall, dispara con su rifle en contra de la bruja, pero ella crea un campo de fuerza que desintegra la bala sin ninguna dificultad.
Tras el fracaso, Squall usa su plan B: luchar personalmente contra la bruja Edea y contra Seifer, quien ahora es el caballero de la bruja. Luego de derrotar a Seifer, comienza la lucha con la bruja, quien finalmente hiere a Squall, atravesando su hombro derecho con un cristal. Aquí finaliza el disco 1.
Nuevamente Squall regresa al sueño donde es un soldado de Galbadia llamado Laguna. Al despertar, Zell, Rinoa, Selphie y Quistis están prisioneros en una celda de la Prisión del Distrito D y Squall está siendo torturado en algún lugar de la misma prisión. Mientras lo tortura, Seifer le dice que Galbadia tiene misiles preparados para destruir el jardín de Balamb y el jardín de Trabia por estar en contra de la bruja Edea. Además le pregunta por el verdadero propósito de los SeeD.
El resto del grupo logra escapar y rescatar a Squall, para luego escabullirse de la prisión. Lamentablemente el Jardín de Trabia es alcanzado por una lluvia de misiles. Squall toma la decisión de que se dividan en dos grupos. Uno va a la base militar de Galbadia para impedir al lanzamiento de los misiles. Mientras, el otro vuelve al jardín de Balamb para avisar al director, Cid Kramer, del peligro.
El grupo que va a la base de misiles consigue retrasar y desviar un poco el lanzamiento de los misiles, además de activar el mecanismo de autodestrucción de la base que activa un conteo regresivo. Cuando tratan de escapar se encuentran con una poderosa máquina que los retrasa, el grupo no logra salir de la base antes de la autodestrucción y aparentemente mueren en la explosión.
El equipo de Squall mientras tanto, llega al jardín de Balamb y se encuentran con que el jardín está dividido en dos bandos, unos apoyan al director Cid Kramer, y otros lo están buscando para matarlo. Luego de buscar por todo el jardín, encuentran a Cid, y él dice que la clave para salvar al jardín está en el sótano. Squall y su equipo bajan al sótano y activan un mecanismo que transforma en una nave anfibia que evita ser golpeada por los misiles.
El jardín queda fuera de control navegando en el océano, y choca con el pequeño pueblo de Fisherman's Horizon. Luego de buscar cómo reparar el jardín, llegan soldados de Galbadia buscando a Eleone. Después de derrotarlos aparece la máquina de la base de misiles, al derrotarla, sale el equipo de la base de misiles, quienes sobrevivieron a la explosión ocultándose dentro de la máquina. Cuando el jardín es reparado, sale de Fisherman's Horizon y Squall es nombrado comandante SeeD en la guerra contra la bruja Edea.
Mientras el jardín navega por el océano, Squall se vuelve a reencontrar con Eleone, y descubre que es ella quien le hace tener esos extraños sueños, que además resultan ser el pasado. Eleone le explica que su don es enviar la conciencia de la gente al pasado dentro de las conciencias de otras personas. Squall le pide que lo deje, pero ella le dice que es el único con quien puede contar. Tras eso, abandona el Jardín.
Deciden ir al destruido jardín de Trabia para recavar pistas sobre las brujas. Luego de estar allí, todos comienzan a recordar su infancia y como todos estuvieron juntos en el mismo orfanato, Irvine comenta que el uso de los GF borra la memoria y que esa es la razón por la que no recordaban que todos se conocían desde niños. Además recuerdan a quien los ciudaba y que la llamaban Mamá Ede, la misma bruja Edea. Que además resulta ser Edea Kramer, esposa del director del jardín de Balamb. Luego deciden ir a la casa de Edea en el continente Sur.
Al acercarse a la casa de Edea, se ve que el jardín de Galbadia está en el camino. Squall prepara a todo el jardín de Balamb para la supuesta batalla final con Galbadia. Cuando los dos jardines entran en contacto comienza el largo abordaje al jardín de Galbadia, que finaliza con la batalla en contra de Seifer y Edea. Al derrotar a Edea, algo raro sucede, y Rinoa parece estar poseída. Ese es el final del disco 2.
Al despertar, se dirigen a la casa de Edea, en donde la encuentran junto con Cid. Ella se muestra cariñosa con todos, y explica que fue poseída por una bruja del futuro llamada Artemisa, quien la controló durante mucho tiempo. El objetivo de Artemisa es comprimir el tiempo y fundirlo en una sola línea temporal, de modo que solamente exista ella, y para eso necesita encontrar a Eleone para viajar más atrás en el tiempo. Squall busca la manera de salvar a Rinoa, pero Edea dice que no hay nada que hacer. Ahora deben encontrar a Eleone que se encuentra el barco de los SeeD blancos. Squall está con Rinoa en la enfermería, y de nuevo es llevado al sueño del pasado, donde es el soldado Laguna de Galbadia. En este sueño aparece Edea.
Al despertar vuelve a la casa de Edea y le pregunta dónde hallar el barco de los SeeD blancos. Luego de hallarlo descubre que Eleone no está allí, y que posiblemente se encuentre en Esthar. Squall consigue llegar a Esthar. Allí, busca al profesor Odine, un genio que desarrolla máquinas avanzadas y artefactos para neutralizar brujas. Odine le explica que Eleone ha sido ocultada en la estación espacial de Esthar.
Mientras Squall viaja al espacio con Rinoa y otro compañero, Edea, Zell y el resto del equipo se quedan en Esthar. Entonces, el ejército de Galbadia ataca Esthar y obtienen el Lunatic Pandora.
Resulta que el Lunatic Pandora es una antigua arma ocultada por Esthar en el fondo del mar. Se trata de una inmensa caja de metal capaz de flotar en el aire gracias a unos dispositivos, y en su interior se oculta algo llamado El Gran Monolito, un objeto capaz de provocar la Lágrima de la Luna.
La Lágrima de la Luna es un fenómeno que se da cada 500 años. Se trata de la creación de un extraño flujo gravitatorio entre la Tierra y la Luna, en la cual habitan miles de monstruos. Cuando se produce este fenómeno, el flujo atrae a una gran cantidad de monstruos a la Tierra. Este fenómeno fue el que destruyó el continente de Centra y a su civilización.
El equipo presente en la Tierra trata de impedir que el Lunatic Pandora llegue a Tear's Point, el lugar donde los científicos de Esthar creen que caerá la próxima Lágrima de la Luna, y que posee dispositivos para atraer a la misma, pero no lo logran.
Mientras tanto, Squall lleva a Rinoa a la base lunar, pero una vez allí, es poseída por Artemisa y libera a la bruja Adel, que fue capturada 17 años atrás por el ejército de Esthar, poniendo fin a la Guerra de la Bruja.
Esta bruja gobernó Esthar, y se dedicó a secuestrar niñas para encontrar una digna sucesora. Una de esas niñas fue Eleone. Laguna, quien quería mucho a Eleone, junto con Kiros y Ward, rescatan a Eleone y confinan a Adel en un nicho que le drena los poderes y la mandan al espacio.
Cuando Adel es liberada, la Lágrima de la Luna la arrastra hasta el Lunatic Pandora y Rinoa acaba perdida en el espacio. Tras salvarla, Squall descubre que ella ahora es una bruja, y que tiene los poderes de Edea.
Al volver a la Tierra, descubren que Galbadia ha secuestrado a Eleone. Squall y los suyos son contratados por el presidente de Esthar, para acabar con Artemisa. El profesor Odine les explica que Artemisa está utilizando una máquina para enviar su conciencia al pasado, y que para acabar con ella deben viajar al futuro.
Tras explicar el plan, el equipo viaja al Lunatic Pandora, rescatan a Eleone y derrotan a Seifer, pero este se recupera y secuestra a Rinoa.
Seifer lleva a Rinoa junto con Adel, la cual se fusiona con ella, absorbiendo sus poderes.
Tras derrotar a Adel, Rinoa absorbe los poderes de ésta y es poseída por Artemisa. Entonces, Eleone envía la conciencia de Artemisa y de Rinoa al pasado, a la mente de Adel. La compresión del tiempo comienza y el equipo viaja por el flujo temporal hasta la época de Artemisa.
Una vez allí, derrotan a los monstruos de Artemisa, quienes les habían robado los poderes. Finalmente luchan contra la bruja. Tras un largo combate, Squall es lanzado al pasado. Allí, descubre que están en el orfanato de Edea. Ella aparece y le pide explicaciones, pero antes de poder darlas, reaparece Artemisa, moribunda. Squall decide atacarla, pero Edea le explica que las brujas no puede morir sin traspasar sus poderes. Edea, que ya tenía los poderes de bruja de su mentora, acepta los poderes de Artemisa para que así no se transformen en brujas el resto de las niñas del orfanato. Artemisa desaparece y entonces sale del edificio el Squall del pasado. Este mira al Squall presente y le pregunta a Edea quién es. Esta responde: "No te preocupes. Solo puede existir un Squall en este momento, y eres tú". Tras esas palabras, Squall aparece solo en medio de un extraño desierto.
Tras caminar mucho, comienza a olvidar cosas por usar demasiado los GF Al final, Y cuando esta olvidándose de Rinoa y, entre lágrimas, se desmaya. pero es encontrado por Rinoa, quien usando sus habilidades de bruja lo revive.
Luego al final hay una larga escena donde aparecen varios de los personajes del juego, inclusive una a modo de filmación durante una fiesta en Balamb donde todos están festejando ,  en el final, en la última escena por separado, se ve juntos a Squall vivo y aparentemente con todos los recuerdos junto a Rinoa, viendo una estrella fugaz en el balcón del jardín de Balamb.

## Jugabilidad
Final Fantasy VIII es un Videojuego de rol japonés, con un sistema combate basado en turnos. En un combate se puede manejar hasta tres personajes. Los escenarios son fondos pre renderizados, mientras que los objetos son modelos 3D. El sistema se llama ATB, Active Time Battle y español se tradujo como BTC, Batalla en Tiempo Continuo, que consiste en que cada jugador tiene una barra que se le llena en cierto tiempo, y cuando se le llena, puede realizar una acción. Cada vez que realiza una acción, la barra se vacía para volverse a llenar, y así sucesivamente durante toda la batalla. Esa barra por tanto, representa la rapidez del personaje, cuanto antes se llene, más rápido es.
La historia es lineal, aunque existen numerosas submisiones e historias aisladas. Los diálogos no tienen voces, aunque el juego está completamente traducido al castellano.
Como en todos los juegos de rol, los personajes van ganando experiencia que mejoran sus habilidades y atributos. Sin embargo, este Final Fantasy tiene una característica que lo diferencia del resto de la saga: la capacidad de enlazar las magias a los atributos, y así modificarlos. Por ejemplo, si se enlaza la magia Revitalia al atributo Vitalidad, los puntos de vida del personaje aumentan considerablemente. El juego al contar con autolevel no premiaba tanto la subida de niveles, por lo que el juego permitía terminarse el juego a niveles muy bajos, simplemente concentrándose el jugador en extraer magias que potenciaran las estadísticas.
Las típicas invocaciones son conocidas en esta entrega como Guardian Forces (GF), en España traducidos como "Guardianes de Fuerza", que son los encargados, por decirlo así, de proteger en combate. Estos guardianes son invocados y asisten al llamado después de una corta espera similar a la del tiempo de ataque, cuando el tiempo acaba, el guardián vendrá a ejecutar su ataque especial que puede llegar en ciertos casos (como el del GF "Edén") a golpes de más de 40 000 de vitalidad. Al igual que con las magias, se pueden enlazar los GF a los personajes para dotarlos de nuevas habilidades. En el caso de Diablo, desbloqueando la habilidad ningún encuentro, permitía al jugador, quitando jefes finales y la dungeon secundaria de Bahamut, recorrer el videojuego sin combates alelatorios, y dado que el juego contaba con autolevel anteriormente citado, el jugador no sufría consecuencia alguna.
En el mapa hay 2 locaciones donde se pueden encontrar GF que naturalmente no están en el "camino" del juego, ejemplos son Odín y Bahamut. Odín es un GF especial, pues no se puede invocar; su invocación es aleatoria al inicio de cada batalla (pero nunca aparece durante una batalla contra jefes). Si lo consigues antes del CD4, luego será reemplazado por Gilgamesh. Su método es casi igual que el de Odin, pero tiene 4 ataques (incluida la muerte como Odin) y el si puede aparecer contra los jefes. A Bahamut se lo encuentra en el centro de investigación Océano Profundo.
Se ha incorporado además un minijuego de cartas, la Triple Triada, que ha resultado ser bastante popular entre los aficionados a la saga.

## Magia
Final Fantasy VIII introduce un nuevo concepto en el uso de la magia. En los juegos previos y posteriores de la serie los personajes tienen acceso a hechizos que se utilizan consumiendo un recurso usualmente llamado MP Magic Points (Puntos de Magia). En Final Fantasy VIII cada personaje puede almacenar 100 hechizos de cada tipo que existe en el juego. Al utilizarlos disminuye la cantidad almacenada por uno. Los hechizos se obtienen "extrayendolos" de enemigos o puntos especiales en el mapa, o creándolos a través de la conversión de materiales o tarjetas. Una vez extraídos en un personaje estos hechizos se pueden trasladar a otro personaje de manera completa o parcial funcionando en si más como items coleccionables.
La magia de este Final Fantasy se clasifica en varios grupos:
- Magia negra: Son hechizos destinados a causar daño mágico en los enemigos basándose en los elementos.
- Magia blanca: Hechizos que se utilizan para la curación de los estados alterados en aliados y el restablecimiento de la VIT, entre otros.
- Magia espacio-temporal: Se utiliza para crear diversos estados, positivos o negativos, basados en el tiempo y en el espacio. A este grupo pertenecen también magias basadas en el elemento Gravedad.
- Magia de apoyo: Hechizos diversos basados en causar efectos positivos en los aliados para aumentar sus parámetros tales como defensa física o defensa mágica.
- Magia de estado: Hechizos diversos basados en causar efectos negativos en los enemigos, como ceguera, maldición, zombi o mudez.
- Magia azul: Son hechizos basados en técnicas enemigas. Este tipo de magia sólo puede utilizarlo Quistis con su límite.
- Magia prohibida: Son un conjunto de hechizos que teóricamente están prohibidos en todo el mundo de Final Fantasy VIII debido a su alto poder.
- Magia especial: Es el conjunto de hechizos que únicamente pueden utilizar ciertos personajes, como el Maelstrom de Edea o el The End del límite de Selphie. También pertenecen a este grupo magias que no pueden encuadrarse en las categorías anteriores y otros tipos de hechizos.

Lista de las magias de Final Fantasy VIII:
Magia negra
- Piro: Causa un poco de daño de elemento fuego.
- Piro+: Causa daño de elemento fuego.
- Piro++: Causa mucho daño de elemento fuego.
- Hielo: Causa un poco de daño de elemento frío.
- Hielo+: Causa daño de elemento frío.
- Hielo++: Causa mucho daño de elemento frío.
- Electro: Causa un poco de daño de elemento rayo.
- Electro+: Causa daño de elemento rayo.
- Electro++: Causa mucho daño de elemento rayo.
- Aqua: Causa daño de elemento agua.
- Aero: Causa daño de elemento aire.
- Tornado: Causa mucho daño de elemento aire.
- Seísmo: Causa mucho daño de elemento tierra.
- Sanctus: Causa mucho daño de elemento sacro.
- Fulgor: Causa daño no elemental.
- Drenaje: Absorbe vitalidad de un enemigo, que utiliza para aumentar su propia vitalidad.

Magia blanca
- Cura: Devuelve algo de vitalidad.
- Cura+: Devuelve vitalidad.
- Cura++: Devuelve mucha vitalidad.
- Lázaro: Revive a un personaje en estado KO con algo de vitalidad.
- Lázaro+: Reanima del todo a alguien KO.
- Esna: Cura la mayoría de los estados alterados.
- Revitalia: Restablece la vitalidad a intervalos.

Magia espacio-temporal
- Gravedad: Reduce 3/4 de la vitalidad de un enemigo.
- Freno: Reduce la rapidez de un enemigo.
- Prisa: Aumenta la rapidez de un personaje.
- Paro: Detiene a un enemigo. Si todos los enemigos terminan con el estado Paro se gana la batalla.
- Libra: Puedes ver la vitalidad, debilidades y fortalezas de los monstruos.

Magia de apoyo
- Antimagia: Elimina los efectos de cualquier magia de apoyo o espacio-temporal, excepto gravedad, en un enemigo o aliado.
- Aura: Permite que un personaje utilice sus técnicas especiales sin tener baja la vitalidad.
- Coraza: Aumenta la defensa física de un personaje.
- Escudo: Aumenta la defensa mágica de un personaje.
- Doble: Permite lanzar dos magias en un mismo turno.
- Triple: Permite lanzar tres magias en un mismo turno.
- Espejo: Refleja las magias lanzadas sobre un personaje y las devuelve contra el enemigo.
- Lévita: Evita que un personaje sea dañado con elemento tierra.

Magia de estado
- Confu: Aplica el estado confusión a un enemigo; bajo este estado, el individuo ejecuta comandos al azar contra enemigos y/o aliados.
- Dolor: Causa los estados veneno, ceguera y mudez a un enemigo.
- Fusión: Causa daño no elemental y el estado RST0 (Resistencia Cero)
- Locura: Aplica el estado locura a un enemigo; bajo este estado, el individuo ataca físicamente a un enemigo y no se le puede controlar.
- Morfeo: Aplica el estado sueño a un enemigo; bajo este estado, el individuo no puede aplicar ningún comando.
- Muerte: Causa el estado KO a un individuo, matándolo instantáneamente. No funciona con los jefes.
- Mutis: Causa el estado mudez a un enemigo; bajo este estado, el individuo no puede utilizar magias ni GF.
- Petra. Causa el estado piedra a un enemigo; bajo este estado el individuo no puede aplicar ningún comando. Si todos los enemigos acaban en estado piedra se gana la batalla.
- Tiniebla: Causa el estado ceguera a un enemigo; bajo este estado el individuo ve reducida su puntería de ataque físico.
- Zombi: Causa el estado zombi a un enemigo; bajo este estado el individuo se ve afectado con objetos, magias o comandos de curación.
- Bio: Causa daño de elemento veneno y aplica el estado veneno; bajo este estado el individuo ve reducida su vitalidad progresivamente cada vez que ejecuta un comando.

Magia azul
- Ojo láser: Causa daño no elemental a un enemigo.
- Biometralla: Causa daño no elemental a un enemigo.
- Láser autoguiado: Causa daño no elemental a un enemigo.
- Rayo bomba: Causa daño no elemental a todos los enemigos.
- Megavibración: Causa daño no elemental a todos los enemigos.
- Onda expansiva: Daña gravemente (no elemental) a todos los enemigos.
- Electroshock: Causa daño de elemento rayo a todos los enemigos.
- Vaho acuático: Causa daño de elemento agua a todos los enemigos.
- Llamarada: Causa daño de elemento fuego a todos los enemigos.
- Micromisiles: Causa daño de elemento gravedad a un enemigo.
- Muerte Nivel ?: Mata a los enemigos basados en si estos tiene un nivel divisible con en el nivel de Quistis.
- Desintegrador: Hace desaparecer al enemigo, no siendo eficaz contra enemigos zombis, o jefes.
- Lluvia ácida: Aplica diversos estados alterados a un enemigo.
- Aliento fétido: Pone en estados alterados a todos los enemigos.
- Viento blanco: Restablece vitalidad a todos los aliados.
- Barrera total: Aplica las magias escudo y coraza a todos los aliados.

Magia prohibida
- Meteo: Causa daño no elemental aleatorio a todos los enemigos.
- Artema: Causa daño no elemental a todos los enemigos.

Magia especial
- Apocalipsis: Causa daño masivo no elemental a todos los enemigos. Esta magia es exclusiva de Artemisa, y la puedes extraer para utilizarla en su contra pero al tratarse del combate final del juego no da la posibilidad de enlazarla a menos que se use un editor de savegames y se agregue dicha magia (en este caso se puede enlazar como defensa elemental y dará 100% de resistencia a todos los elementos).
- Cura Total: Restablece la vitalidad al completo de todos los aliados y cura sus estados alterados. Esta magia es exclusiva del límite Ruleta de Selphie.
- Muro: Aplica las magias escudo y coraza a todos los aliados. Esta magia es exclusiva del límite Ruleta de Selphie.
- Lévita++: Hace desaparecer al enemigo, no es eficaz contra enemigos zombis, GFs ni jefes. Esta magia es exclusiva del límite Ruleta de Selphie.
- The end: Elimina a cualquier enemigo, es eficaz incluso contra GFs y jefes. Esta magia es exclusiva del límite Ruleta de Selphie.
- Ultragravedad: Reduce a 1/4 la vitalidad de todos los enemigos. Esta magia es exclusiva de Diablo, Ente Omega y Ente Artema. No se puede extraer ni enlazar.
- Maelstrom: Causa daño no elemental a todos los enemigos y les aplica el estado maldición, bajo el cual no pueden utilizar técnicas especiales. Esta magia es exclusiva de Edea, y sólo la utiliza cuando luchamos contra ella en el Jardín de Galbadía al final del segundo CD del juego.

## Elementos y Estados
En Final Fantasy VIII existen nueve elementos. Todos ellos tienen un elemento opuesto excepto Gravedad.
- Fuego: Es el contrario de Hielo.
  - Magias: Piro, Piro+, Piro++, Llamarada.
  - GF: Ifrit, Boko, Fénix.
- Hielo: Es el contrario de Fuego.
  - Magias: Hielo, Hielo+, Hielo++.
  - GF: Shiva.
- Rayo: Es el contrario de Agua.
  - Magias: Electro, Electro+, Electro++, Electroshock.
  - GF: Quetzal.
- Agua: Es el contrario de Rayo.
  - Magias: Aqua, Vaho Acuático.
  - GF: Leviatán.
- Aire: Es el contrario de Tierra.
  - Magias: Aero, Tornado.
  - GF: Eolo.
- Tierra: Es el contrario de Aire.
  - Magias: Seísmo.
  - GF: Hermanos.
- Sacro: Es el contrario de Veneno.
  - Magias: Sanctus, Dolor.
  - GF: Alejandro.
- Veneno: Es el contrario de Sacro.
  - Magias: Bio, Lluvia ácida, Aliento fétido.
  - GF: Helltrain.
- Gravedad: No tiene contrario.
  - Magias: Gravedad, Ultragravedad.
  - GF: Sirena, Diablo.

También hay "estados alterados positivos" que en realidad son considerados magias de apoyo, cabe añadir que cualquiera se elimina con el hechizo Antimagia:
- Revitalia: Aumenta la VIT (HP) del personaje poco a poco en intervalos regulares de tiempo.
  - Se causa con: El hechizo Revitalia.
  - Se elimina con: El paso del tiempo.
- Aura: Permite utilizar el límite aunque la VIT actual no sea baja.
  - Se causa con: Piedra Aura y el hechizo Aura.
  - Se elimina con: Magia antimagia, estado Maldición y el paso del tiempo.
- Coraza: Aumenta la defensa física.
  - Se causa con: Piedra Coraza y los hechizos Coraza, Blindaje y Muro.
  - Se elimina con: El paso del tiempo.
- Escudo: Aumenta la defensa mágica.
  - Se causa con: Piedra Escudo y los hechizos Escudo, Blindaje y Muro.
  - Se elimina con: El paso del tiempo.
- Doble: Permite utilizar dos magias en el mismo turno.
  - Se causa con: El hechizo Doble y el GF Cerbero.
  - Se elimina con: El paso del tiempo o el hechizo Mutis.
- Triple: Permite utilizar tres magias en el mismo turno.
  - Se causa con: El hechizo Triple y el G.F. Cerbero.
  - Se elimina con: El paso del tiempo o el hechizo Mutis.
- Espejo: Refleja todas las magias que se aplican sobre el personaje contra el enemigo, y también a favor si se trata de una magia blanca o de apoyo.
  - Se causa con: El hechizo Espejo o el GF Rubí.
  - Se elimina con: El paso del tiempo.
- Prisa: Aumenta la velocidad de llenado de la barra de acción, permitiendo ejecutar comandos más rápidamente.
  - Se causa con: El hechizo Prisa.
  - Se elimina con: El paso del tiempo o los hechizos Freno y Paro.

Estados alterados negativos. La mayoría de ellos se puede eliminar con Esna, Cura Total y objetos como Panacea y Panacea+ además del comando Sanar; asimismo, se pueden causar la mayoría de ellos con magias como Lluvia ácida, Aliento Fétido o el GF Helltrain:
- Ceguera: Reduce la puntería del personaje, disminuyendo la probabilidad de ejecutar correctamente el comando Atacar.
  - Se causa con: El hechizo Tiniebla.
  - Se elimina con: Los objetos Colirio, Panacea, Elixir, Superelixir o magia Esna.
- Mudez: Evita el uso de magias por parte del personaje afectado.
  - Se causa con: El hechizo Mutis.
  - Se elimina con: Los objetos Hierba del Eco, Panacea, Elixir, Superelixir o magia Esna.
- Confusión: El personaje ejecuta un comando al azar contra un enemigo o aliado.
  - Se causa con: El hechizo Confu.
  - Se elimina con: Los objetos Panacea, Elixir, Superelixir, magia Esna o el paso del tiempo.
- Sueño: Para la barra de acción y el personaje no puede efectuar comandos.
  - Se causa con: El hechizo Morfeo.
  - Se elimina con: Los objetos Elixir, Superelixir, magia Esna, el paso del tiempo o ataques físicos.
- Freno: Disminuye la velocidad de llenado de la barra de acción, de modo que se tarda más en ejecutar comandos.
  - Se causa con: El hechizo Freno.
  - Se elimina con: Los objetos Panacea+, Elixir, Superelixir, magia Esna, Prisa y Paro o el paso del tiempo.
- Paro: Para la barra de acción y el personaje no puede ejecutar comandos.
  - Se causa con: El hechizo Paro.
  - Se elimina con: Los objetos Panacea+, Elixir, Superelixir, magia Esna.
- Locura: Aumenta el poder y la defensa físicos del personaje, y le causa el estado positivo Prisa, pero este sólo puede ejecutar el comando Atacar.
  - Se causa con: El hechizo Locura.
  - Se elimina con: Los objetos Elixir, Superelixir, magia Esna.
- Maldición: Evita el uso de técnicas especiales por parte del personaje afectado.
  - Se causa con: El hechizo Maelstrom y ciertas técnicas.
  - Se elimina con: Los objetos Elixir, Superelixir, magia Esna, al finalizar la batalla o el objeto Agua Bendita.
- Veneno: Reduce a intervalos regulares de tiempo y después de ejecutar un comando, la VIT del personaje.
  - Se causa con: El hechizo Bio.
  - Se elimina con: Los objetos Antídoto, Panacea, Elixir, Superelixir, magia Esna.
- Piedra: Petrifica al enemigo y evita que este realice comandos.
  - Se causa con: El hechizo Petra.
  - Se elimina con: El objeto Aguja de Oro, Elixir, Superelixir, magia Esna.
- Piedra ->: Petrifica al enemigo cuando la cuenta atrás llega a 0, con los efectos del estado Piedra.
  - Se causa con: Diversas técnicas.
  - Se elimina con: Los objetos Aguja de Oro, Panacea+, Elixir, Superelixir.
- Zombi: Aumenta la defensa física del enemigo, pero los efectos de las magias y objetos curativos sobre él se invierten.
  - Se causa con: El hechizo Zombi.
  - Se elimina con: Los objetos Agua Bendita, Elixir, Superelixir, magia Esna.
- RST-0: Reduce la resistencia del enemigo, de manera que queda expuesto a ataques tanto físicos como mágicos.
  - Se causa con: El hechizo Fusión.
  - Se elimina con: Los objetos Elixir, Superelixir, magia Esna o al finalizar la batalla.
- Condena: Causa el estado KO al enemigo al llegar la cuenta atrás.
  - Se causa con: Diversas técnicas.
  - Se elimina con: Los objeto Agua Bendita, Panacea+, Elixir, Superelixir.
- KO: El enemigo queda fuera de combate al reducirse su VIT al 0.
  - Se causa con: El hechizo Muerte y reduciendo la VIT al 0.
  - Se elimina con: Las magias Lázaro y Lázaro+ y los objeto Cola de Fénix, Omnifénix, Ala de fénix.

## Guardianes de la Fuerza
Los Guardianes de la Fuerza o GF son entidades poderosas que pueden ser invocadas para poner en práctica su ataque especial durante las batallas. No gastan las magias de los personajes. Poseen habilidades que pueden resultar útiles al grupo y les proporciona ciertos tipos de acción.
Mientras más se invoque a cada GF la siguiente vez se hará de a poco más rápida pues la afinidad con él irá subiendo progresivamente con cada invocación hasta un total de 1000 puntos. Dependiendo del elemento del GF no se puede tener buena afinidad con determinadas combinaciones, por ejemplo si un personaje tiene enlazado a Ifrit (fuego) y lo invoca repetidamente su afinidad con Shiva (hielo) disminuirá. Otra forma de adquirir afinidad con los GFs además de invocarlos es mediante el objeto Anillo Nupcial (LuvLuv G en la versión inglesa) pero esta forma requiere mucho tiempo porque es bastante difícil conseguirlo y/o elaborarlo y solo da 20 de afinidad con todos los GFs.
Los guardianes pueden ser enlazados a un personaje con el fin de permitir enlazar magias a los atributos de cada personaje, cada uno de ellos permite realizar diferentes enlaces a diferentes atributos. Mientras más fuerte sea la magia, subirán más los atributos a los que sean enlazados hasta un total de 100%.
Los GF se obtienen según unas condiciones especiales. Una vez que se obtenga GF, siempre se puede invocar y puede ser enlazado a través del menú principal. Algunos GF ayudan durante la batalla, pero no son enlazables. Se pueden obtener los GF de la siguiente manera:
- Extrayéndoselos a un oponente en las batallas. Es el caso de Sirena, Rubí, Leviatán, Eolo, Alejandro y Edén.
- Luchando directamente contra ellos. Es el caso de Ifrit, Diablo, Bahamut, Cactilión, Rey Tomberi, Hermanos, Cerbero y Odín.
- Usando algunos objetos especiales o una combinación de los mismos. Es el caso de Fénix, Boko y Helltrain.
- Completando un evento en particular. Es el caso de Quetzal, Shiva y Gilgamesh.
- Consiguiéndolos del Chocobo World. Es el caso de Minimog y Mumba.

Existen varios tipos de GF:
- Aquellos que se pueden utilizar en la batalla con el comando de invocación «GF». Es el caso de Queztal, Shiva, Ifrit, Sirena, Hermanos, Rubí, Cerbero, Leviatán, Eolo, Alejandro, Diablo, Helltrain, Bahamut, Edén, Cactilión y Rey Tomberi.
- Aquellos que, desde que se consiguen, se autoinvocan en determinadas batallas al azar. Es el caso de Odín, Gilgamesh y Fénix.
- Aquellos que solo se pueden utilizar en Chocobo World. Es el caso de Boko, Minimog y Mumba.

### Enlazables
- Quetzal. Se trata de un gran pájaro de elemento Rayo. Su técnica se llama "Tormenta Eléctrica" y es especialmente efectivo contra enemigos de elemento Agua. Se consigue del ordenador de la clase al principio del juego o hablando con Quistis antes de ir a la Caverna de las Llamas.
- Shiva. Se trata de una diosa de los hielos. Su técnica se llama "Polvo de diamantes", y es especialmente efectivo contra enemigos de elemento Fuego. Se consigue junto con Quetzal.
- Ifrit. Es un poderoso demonio de fuego. Su técnica se llama "Llamas del infierno", es especialmente efectivo contra enemigos de elemento Hielo. Se consigue al vencerlo en la Caverna de las Llamas.
- Sirena. Ser mitológico. Su técnica se llama "Canto Mesmerizante", que causa daño no elemental a todos los enemigos y aplica el estado Mudez siempre que sean vulnerables a dicho estado. Sus ataques afectan a gran cantidad de enemigos, pero tiene poco efecto contra Jefes, Jefazos o enemigos zombis. Se consigue extrayéndoselo al enemigo Elviore en la Torre de Comunicaciones de Dollet o en el Castillo de Artemisa al extrayéndoselo al Neodragon.
- Diablo. Ser mitológico. Su técnica se llama "Emisario de la Noche", y causa un gran daño de elemento Gravedad a todos los enemigos. Sus ataques afectan a gran cantidad de enemigos, pero tiene poco efecto contra Jefes, Jefazos o enemigos zombis. Se consigue venciéndolo en la Lámpara Mágica que nos dará Cid antes de ir a la misión de Timber.
- Hermanos. Poderosos minotauros mitológicos. Su técnica se llama "Amor Fraternal" y causa daño de elemento Tierra a todos los enemigos. Es particularmente efectivo contra enemigos de elemento Aire, pero no funciona contra enemigos voladores o en estado Lévita. Se consigue venciéndolo en la Tumba del Rey Sin Nombre en la región de Galbadia.
- Rubí. Pequeña criatura mágica. Su técnica se llama "Resplador de rubí" y aplica la magia Espejo a todos el grupo de combate. Se consigue extrayéndoselo a las Gárgolas contra las que se luchan en la mansión del presidente de Galbadía.
- Leviatán. Serpiente marina mítica. Su técnica se llama "Rugido Oceánico" causa daño de elemento Agua a todos los enemigos, siendo particularmente efectivo contra enemigos de elemento Rayo. Se consigue extrayéndoselo al Amo Norg durante la lucha en el subsuelo del Jardín de Balamb.
- Eolo. Criatura Humanoide. Su técnica se llama "Zona Huracanada" causa daño de elemento Aire a todos los enemigos, siendo particularmente efectivo contra enemigos de elemento Tierra. Se consigue extrayéndoselo a Viento en la ciudad de Balamb durante la toma por parte de Galbadia.
- Cerbero. Perro mítico de tres cabezas. Su técnica se llama "Custodio del Averno" causa los estados Doble y Triple a todos los aliados. Se consigue venciéndolo en el Jardín de Galbadia.
- Alejandro. Máquina santa. Su técnica se llama "Veredicto Final" causa daño de elemento Sacro a todos los enemigos, siendo efectivo contra la práctica totalidad de enemigos, excepto los que absorben su elemento. Se consigue extrayéndoselo a Edea en la batalla contra ella en el Jardín de Galbadía al final del CD 2.
- Helltrain. Tren fantasmal. Su ataque "Vías de Eternidad" causa daño de elemento Veneno a todos los enemigos además de aplicar estados de Ceguera, Mudez, Locura, Sueño, Freno, Paro, Condena, Maldición, Piedra y Confusión; también les reduce a 0 la resistencia. Se consigue obteniendo los objetos: 6 Panacea+, 6 Tentáculos de Molbol, 6 Tubos de hierro y el Anillo de Salomón.
- Bahamut. Dragón legendario. Su técnica se llama "Megafulgor" causa un daño no elemental muy alto, y es efectivo contra gran cantidad de enemigos. Se consigue derrotándolo al llegar al núcleo brillante en las Ruinas Oceánicas (localizada en la esquinas inferior derecha del mapa) luego de responder correctamente sus tres mensajes.
- Cactilio. Cactus gigante de la familia de los Cactilio. Su técnica se llama "Miles de espinas" causa daño no elemental dependiendo de los múltiplos del nivel que posea (Ej. nivel 80 a 89 = 8000 de daño) a todos los enemigos. Se consigue derrotándolo en la Isla Cactilio de la región de Centra.
- Tomberi. Pequeña criatura de la familia de los Tomberi. Su técnica se llama "Cuchilla" causa daño no elemental a un enemigo; es efectivo contra casi todos los enemigos pero su poder físico es bajo. Se consigue derrotando al Rey Tomberi en las Ruinas de Centra.
- Edén. La GF más poderosa. Su técnica se llama "Extremaunción" y causa un daño masivo no elemental a todos los enemigos. Para obtenerla primero hay que derrotar a Bahamut, salir del lugar y volver una o varias veces hasta que aparezca un "puente" de madera que permite acercarse al árbol para así acceder a los niveles inferiores de las Ruinas. Luego en los 4 niveles seguidos se debe distribuir correctamente la cantidad de vapor para abrir la puerta al subsuelo, una vez en subsuelo se debe pelear con monstruos bastantes poderosos (la habilidad Ningún Encuentro del GF Diablo es inútil en este tramo) y al final estará Ente Artema, en dicha pelea se podrá extraer a Edén.

### No enlazables
- Odín. Caballero mítico que monta un caballo blanco legendario. Su técnica se llama "Sable Justiciero" mata a todos los enemigos, excepto Jefes. Se consigue derrotándolo en las Ruinas de Centra.
- Gilgamesh. Caballero mítico que maneja una gran cantidad de espadas legendarias. Tiene diversos ataques dependiendo de la espada que utilice (Excalibur, Excalibur oxidada, Masamune y Sable Justiciero), todos ellos causan daño no elemental por tanto son efectivos contra gran cantidad de enemigos. Se consigue automáticamente tras la muerte de Odín a manos de Seifer en el CD 3.
- Fénix. Ave mágica mítica. Su técnica se llama "Llamas de vida" causa algo de daño elemental de Fuego a todos los enemigos y revive con la VIT al tope a los aliados que estaban en estado KO. Se consigue luego de utilizar el objeto "Ala de Fénix" (su aparición posterior es aleatoria), disponible a partir del CD 2 en el Pueblo de los Shumi localizado en la región de Trabia.
- Minimog. Pequeña criatura de la familia de los Moguri. Su ataque llamado "Danza" cura toda la VIT de los GF actualmente enlazados.
- Boko. Pájaro amarillo perteneciente a la familia de los Chocobos. Su ataque denominado "Chocofuego" causa algo de daño de elemento fuego a los enemigos, siendo efectivo frente a enemigos de elemento Hielo.
- Mumba. Criatura mezcla de zorro y perro. Su ataque, "Garra", causa daño físico a todos los enemigos, pero no es muy efectivo dado su bajo poder físico.

## Personajes

### Protagonistas
- Squall Leonhart: Es el protagonista de la historia. Graduado SeeD al principio del juego, tiene como arma un sable pistola. Tiene un carácter bastante serio, no le gusta que los demás dependan de él. Squall es un chico bastante solitario, que durante el transcurso del juego empieza a abrirse a sus compañeros hasta llegar a enamorarse de Rinoa. Manifiesta también una cierta enemistad con Seifer Almasy, y en una pelea con él, se produjeron sendas cicatrices en el entrecejo, como se muestra en la introducción del juego, Squall es un héroe taciturno y esquivo flamante miembro de la brigada SeeD. Por su actitud retraída e insociable, da la impresión de ser un individuo egocéntrico e incapaz de trabajar en equipo, detesta que se metan en sus asuntos y se le puede describir como un lobo solitario. Más adelante en el videojuego llega a ser el Comandante del Jardín de Balamb.

- Rinoa Heartilly: miembro y líder de los Búhos del Bosque, conoció a Squall y los demás al contratar sus servicios para dar un golpe contra el presidente de Galbadia, una chica muy optimista, que no le gusta que los demás se entristezcan. A medida que avanza el juego, ella olvida lo irritante que puede llegar a ser Squall, y ambos finalmente se dan cuenta de que sienten algo el uno por el otro; logrando así que en la última parte del juego los dos se conviertan en pareja. Su arma es un disco volador, sus límites son llevados a cabo con la ayuda de su perro Angelo. A lo largo del juego Edea le transmite sus poderes de bruja ya que Rinoa era la mujer con más capacidad mágica cerca de ella. Es la hija de Julia y el general Calway.

- Quistis Trepe: Profesora del Jardín de Balamb, es la profesora más joven jamás graduada en el jardín, hasta tiene un club de admiradores; y siente un amor fraternal por Squall, hecho que lo revela en Trabia, además de que a veces se considere su hermana mayor. Su arma es un látigo; a lo largo del juego descubrirá cuáles son sus sentimientos. Aparece por primera vez después de la recuperación de Squall, para ir con él a la Caverna de las Llamas, una prueba obligatoria de todo SeeD.

- Selphie Tilmitt: estudiante de intercambio del Jardín de Trabia, se gradúa de SeeD en Balamb; es una chica extremadamente alegre, y algo entrometida, que siempre tiene una sonrisa en la cara. Sus armas son unos nunchakus, que maneja con gran habilidad. Aparece por primera vez en Dollet, como emisaria, pero se une al grupo tras la marcha de Seifer. Su límite es la "Ruleta", que seleccionará una magia al azar, que no tiene por qué estar dentro del repertorio de la muchacha. Esta magia la efectúa una o más veces. Aparecen magias poco vistas, como Lévita++, que eleva al enemigo hasta dejarlo fuera del combate.

- Zell Dincht: Un luchador innato, amante de los bocatas. Sus armas son sus propios puños; al igual que Squall es un SeeD graduado del Jardín de Balamb. Vive en Balamb con su madre y monta un monopatín volador, que lo usa una sola vez. Aparece por primera vez cuando se disponen a ir a luchar a Dollet, en el grupo de Squall y Seifer.

- Irvine Kinneas: Especie de SeeD del Jardín de Galbadia, ya que en ese jardín no se forman SeeDs, un experto tirador, pero algo obsesionado con las mujeres. Se une al grupo durante la visita al Jardín de Galbadia en el disco 1 para la misión de asesinar a Edea.

### De uso temporal
- Seifer Almasy: otro estudiante del Jardín de Balamb que no se ha podido graduar. Es el rival de Squall, al principio podríamos decir que es de los buenos, ya que es el jefe del grupo de Squall para ir a luchar a Dollet, pero a mitad del primer disco, empieza a trabajar para Edea, convirtiéndose en su caballero. Su arma es el sable-pistola, es un arma similar, prácticamente igual, al arma de Squall.

- Laguna Loire: Personaje que se controla durante los sueños de Squall. Más adelante demuestra tener su papel importante en la historia, fue él quien encerró a la bruja Adel durante la llamada "guerra de la bruja". Es el presidente de Esthar.

- Kiros Seagul: Es un guerrero patilargo, muy bueno en el combate cuerpo a cuerpo. Luchador y deportista, ha sido íntimo amigo de Laguna y Ward durante muchos años. Como sus dos amigos, Kiros no es el típico soldado de Galbadia, y es demasiado independiente para pertenecer el ejército. Confía en las decisiones de Laguna y le sigue dondequiera que vaya, sus armas son las espadas ka-tar, que utiliza mediante cortes laterales y giros, demostrándolo así en su única especial, Carnicería. Estas armas son reales y requieren una gran técnica y mucha práctica.

- Ward Zaback: Con su poderoso arpón, el grandote de Ward hace temblar a sus enemigos. Naturalmente, las apariencias engañan. Ward es el amigo fiel y leal de Laguna y Kiros. No es una persona agresiva, y tampoco tiene aspiraciones propias. En cambio, pide a Laguna que asuma más autoridad. A pesar de que algunas veces no esté de acuerdo con lo que hace Laguna, le encanta viajar con sus dos amigos y no se imagina sus aventuras sin ellos.

- Edea Kramer: la bruja que pone las cosas difíciles en los dos primeros discos del juego, pero después se descubre que sólo está siendo controlada por Artemisa. Es la esposa del director Kramer, y una muy buena aliada más adelante en el juego, sólo se controla por un tiempo en sustitución de Rinoa. Se puede elegir como personaje jugable justo antes de entrar en la Gran Salina de Esthar, hasta el vuelo de Lunatic Pandora sobre Esthar. Es la madre adoptiva de todo el equipo controlable menos Rinoa.

### Antagonistas
- Artemisa: Conocida como Artemisa en Europa por la pronunciación en japonés del original "/Arutemisa/". Es el enemigo principal del juego. En la traducción de EE. UU. se llama Ultimecia. Es una bruja del futuro, que en el inicio controla a Edea Kramer. Su objetivo es comprimir el tiempo para dominar el mundo. Posee un GF propio llamado Gryphus, el mismo nombre que el león del anillo de Squall.

## Desarrollo

### Música
Álbumes oficiales
| Año  | Álbum                                          | Información adicional       |
| ---- | ---------------------------------------------- | --------------------------- |
| 1999 | Final Fantasy VIII Original Soundtrack         | Versión original del juego  |
| 1999 | Fithos Lusec Wecos Vinosec: Final Fantasy VIII | Versión arreglada orquestal |
| 2000 | Piano Collections: Final Fantasy VIII          | Versión arreglada al piano  |

## Recepción
Final Fantasy VIII es considerado como uno de los videojuegos más populares de todos los tiempos en la revista Famitsu ocupando el puesto veintidós. Así mismo Final Fantasy VIII se convirtió en uno de los juegos más vendidos de la serie, logrando vender 8,15 millones de copias en todo el mundo para el 31 de marzo de 2003.

## Diferencias entre la versión europea y la japonesa
Según la página oficial en la versión europea del juego se modificó un uniforme por tener ciertas características nazis. Además de modificar un arma, sin especificar cuál, y agregar un poco más de información en la guía.

## Otras apariciones
- Chocobo Racing (PSOne, 1999): Squall Leonheart y un Mumba aparecen como corredores ocultos seleccionables. Además, uno de los circuitos está totalmente basado en Final Fantasy VIII. Su nombre es "FFVIII Circuit" y la música de esta pista es el tema de las batallas de FFVIII remezclado.

- Kingdom Hearts: Chain of Memories (GBA, 2004): Squall Leonheart (bajo el nombre de León) y Selphie Tilmitt aparecen como personajes no-jugables.

- Kingdom Hearts (PS2, 2002): Squall Leonheart y Selphie Tilmitt aparecen como personajes no-jugables.

- Kingdom Hearts II (PS2, 2006): Squall Leonheart, Seifer Almasy, Trueno, Viento y Selphie Tilmitt aparecen como personajes no-jugables.

- Dissidia: Final Fantasy (PSP): Squall Leonheart y Artemisa aparecen como personajes jugables.

- Dissidia 012: Final Fantasy (PSP): Squall Leonhart, Artemisa y Laguna Loire aparecen como personajes jugables.